# Ragnhild Mowinckel
Ragnhild Mowinckel (Molde, 12 settembre 1992) è un'ex sciatrice alpina norvegese, vincitrice di due medaglie olimpiche e di due medaglie iridate.

## Biografia

### Stagioni 2008-2014
Ragnhild Mowinckel, nata a Molde e attiva dal novembre del 2007, ha esordito in Coppa Europa il 26 novembre 2008 a Trysil, giungendo 49ª in slalom gigante, e in Coppa del Mondo il 3 gennaio 2012 partecipando allo slalom speciale di Zagabria Sljeme, senza riuscire a concludere la prima manche. Convocata per i Mondiali juniores di Roccaraso 2012, ha conquistato tre medeglie: due ori, nello slalom gigante e nella combinata, e un bronzo, nel supergigante.
Ha debuttato ai Campionati mondiali in occasione della rassegna iridata di Schladming 2013, piazzandosi 27ª nella discesa libera, 21ª nello slalom gigante, 17ª nella supercombinata e non completando il supergigante. Nella stessa stagione ai Mondiali juniores del Québec ha conquistato l'oro nella combinata e l'argento nello slalom gigante e in Coppa Europa ha ottenuto la sua prima vittoria, nonché primo podio, nel supergigante disputato a Soči Krasnaja Poljana il 15 marzo. Il 18 dicembre 2013 ha conquistato a Sankt Moritz in discesa libera e supergigante le ultime vittorie in Coppa Europa e ai successivi XXII Giochi olimpici invernali di Soči 2014, sua prima presenza olimpica, si è classificata 27ª nella discesa libera, 19ª nel supergigante, 6ª nella supercombinata e non ha concluso lo slalom gigante. 

### Stagioni 2015-2024

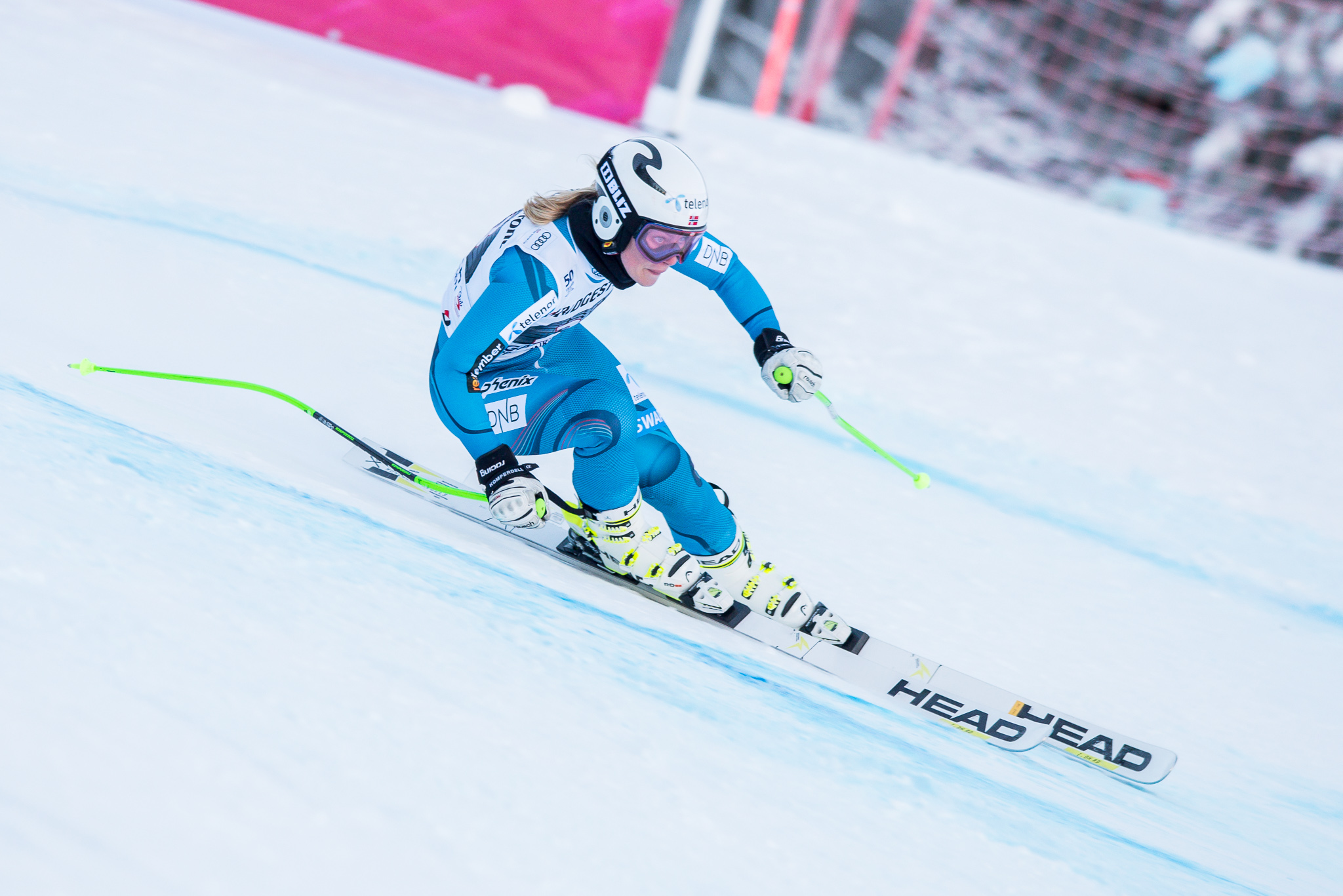
Ragnhild Mowinckel in gara a Garmisch-Partenkirchen nel 2017

Ai Mondiali di Vail/Beaver Creek 2015 è stata 25ª nella discesa libera, 20ª nel supergigante, 18ª nello slalom gigante e 9ª nella combinata, mentre a quelli di Sankt Moritz 2017 si è classificata 20ª nella discesa libera, 6ª nel supergigante, 18ª nello slalom gigante e 10ª nella combinata. Il 16 dicembre 2017 ha colto a Val-d'Isère in supergigante il suo primo podio in Coppa del Mondo (3ª). Ai XXIII Giochi olimpici invernali di Pyeongchang 2018 ha vinto la medaglia d'argento nella discesa libera e nello slalom gigante e si è classificata 13ª nel supergigante e 4ª nella combinata; il 9 marzo dello stesso anno ha ottenuto a Ofterschwang in slalom gigante la sua prima vittoria in Coppa del Mondo. Ai Mondiali di Åre 2019 ha vinto la medaglia di bronzo nella combinata ed è stata 5ª nella discesa libera, 6ª nel supergigante e 4ª nello slalom gigante, mentre a quelli di Cortina d'Ampezzo 2021 si è piazzata 10ª nella discesa libera, 12ª nel supergigante, 9ª nello slalom gigante e 9ª nella combinata.
Ai XXIV Giochi olimpici invernali di Pechino 2022, sua ultima presenza olimpica, è stata 14ª nella discesa libera, 6ª nel supergigante e 5ª nello slalom gigante e ai Mondiali di Courchevel/Méribel 2023, suo congedo iridato, ha vinto la medaglia di bronzo nello slalom gigante, si è classificata 10ª nella discesa libera, 5ª nel supergigante e non ha completato la combinata; in quella stessa stagione 2022-2023 in Coppa del Mondo è stata 3ª nella classifica di supergigante. Il 27 gennaio 2024 ha conquistato a Cortina d'Ampezzo in discesa libera l'ultima vittoria, nonché ultimo podio, in Coppa del Mondo; si è ritirata al termine di quella stessa stagione 2023-2024 e la sua ultima gara in carriera è stata la discesa libera di Coppa del Mondo disputata a Saalbach-Hinterglemm il 23 marzo (20ª).

## Palmarès

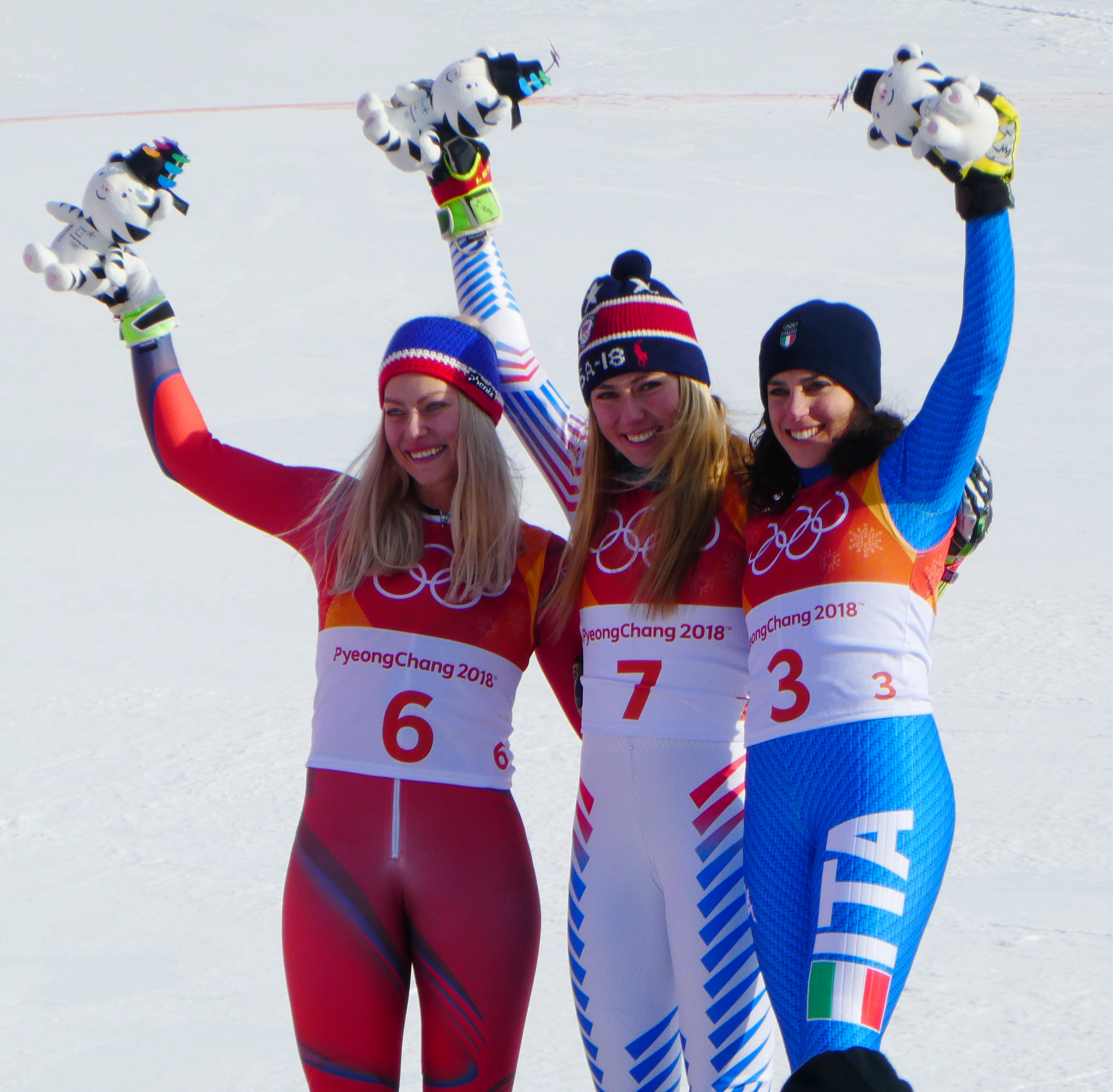
Il podio dello slalom gigante ai XXIII Giochi olimpici invernali di : Ragnhild Mowinckel (argento, a destra) con Mikaela Shiffrin (oro, al centro) e Federica Brignone (bronzo, a destra)

### Olimpiadi
- 2 medaglie:
  - 2 argenti (discesa libera, slalom gigante a Pyeongchang 2018)

### Mondiali
- 2 medaglie:
  - 2 bronzi (combinata a Åre 2019; slalom gigante a Courchevel/Méribel 2023)

### Mondiali juniores
- 5 medaglie:
  - 3 ori (slalom gigante, combinata a Roccaraso 2012; combinata a Québec 2013)
  - 1 argento (slalom gigante a Québec 2013)
  - 1 bronzo (supergigante a Roccaraso 2012)

### Coppa del Mondo
- Miglior piazzamento in classifica generale: 4ª nel 2022
- 14 podi (2 in discesa libera, 7 in supergigante, 5 in slalom gigante):
  - 4 vittorie (1 in discesa libera, 2 in supergigante, 1 slalom gigante)
  - 6 secondi posti (1 in discesa libera, 2 in supergigante, 3 in slalom gigante)
  - 4 terzi posti (3 in supergigante, 1 in slalom gigante)

#### Coppa del Mondo - vittorie
| Data            | Località          | Paese    | Specialità |
| --------------- | ----------------- | -------- | ---------- |
| 9 marzo 2018    | Ofterschwang      | Germania | GS         |
| 17 marzo 2022   | Courchevel        | Francia  | SG         |
| 22 gennaio 2023 | Cortina d'Ampezzo | Italia   | SG         |
| 27 gennaio 2024 | Cortina d'Ampezzo | Italia   | DH         |

Legenda:

DH = discesa libera

SG = supergigante

GS = slalom gigante

### Coppa Europa
- Miglior piazzamento in classifica generale: 14ª nel 2013
- 4 podi:
  - 3 vittorie
  - 1 secondo posto

#### Coppa Europa - vittorie
| Data             | Località              | Paese    | Specialità |
| ---------------- | --------------------- | -------- | ---------- |
| 15 marzo 2013    | Soči Krasnaja Poljana | Russia   | SG         |
| 18 dicembre 2013 | Sankt Moritz          | Svizzera | DH         |
| 18 dicembre 2013 | Sankt Moritz          | Svizzera | SG         |

Legenda:

DH = discesa libera

SG = supergigante

### Australia New Zealand Cup
- Miglior piazzamento in classifica generale: 5º nel 2015
- Vincitrice della classifica di slalom gigante nel 2015
- 4 podi:
  - 3 vittorie
  - 1 secondo posto

#### Australia New Zealand Cup - vittorie
| Data             | Località     | Paese         | Specialità |
| ---------------- | ------------ | ------------- | ---------- |
| 3 settembre 2014 | Coronet Peak | Nuova Zelanda | GS         |
| 4 settembre 2014 | Coronet Peak | Nuova Zelanda | GS         |
| 29 agosto 2016   | Coronet Peak | Nuova Zelanda | GS         |

Legenda:

GS = slalom gigante

### Campionati norvegesi
- 17 medaglie[2]:
  - 9 ori (slalom gigante, slalom speciale nel 2012; supercombinata nel 2013; discesa libera, supergigante, combinata nel 2016; slalom gigante nel 2017; slalom gigante nel 2018; discesa libera nel 2022)
  - 3 argenti (supergigante nel 2012; slalom gigante nel 2016; slalom gigante nel 2022)
  - 5 bronzi (slalom speciale nel 2010; slalom gigante nel 2011; discesa libera, supercombinata nel 2012; supergigante nel 2013)

### Campionati norvegesi juniores
- 2 ori (slalom gigante, slalom speciale nel 2011)[senza fonte]